# جيري روبنسون
شيريل ديفيد روبنسون (بالإنجليزية: Sherrill David Robinson)‏، (مواليد 1 يناير 1922 - الوفاة 7 ديسمبر 2011)، المعروف باسم جيري روبنسون  (بالإنجليزية: Jerry Robinson)‏، أميركي الجنسية، هو فنان ورسام كتب هزلية، أشتهر من خلال مجلة القصص مصورة المعروفة باسم دي سي كومكس وابتكارة لشخصية باتمان في اربعينيات القرن العشرين. كما عرف عنه ابتكار شخصية الجوكر.

## السيرة الذاتية
ولد جيري روبنسون في ترنتون، نيوجيرسي. تخرج من جامعة كولومبيا

## وصلات خارجية
- جيري روبنسون على موقع IMDb (الإنجليزية)
- جيري روبنسون على موقع قاعدة بيانات الفيلم (الإنجليزية)